# Melinda sumatrana
Melinda sumatrana este o specie de muște din genul Melinda, familia Calliphoridae. A fost descrisă pentru prima dată de Malloch în anul 1927. Conform Catalogue of Life specia Melinda sumatrana nu are subspecii cunoscute.